# Motricité libre
 (avril 2012).
Si vous disposez d'ouvrages ou d'articles de référence ou si vous connaissez des sites web de qualité traitant du thème abordé ici, merci de compléter l'article en donnant les références utiles à sa vérifiabilité et en les liant à la section « Notes et références ».

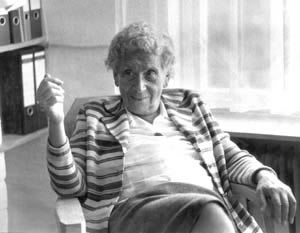
Emmi Pikler

La motricité libre est l'un des trois fondements de la théorie éducative d'Emmi Pikler. Elle consiste à laisser libre cours à tous les mouvements spontanés de l’enfant sans les lui enseigner. Elle se base sur l'idée que, aussi bien les contraintes empêchant l'enfant de bouger, que les incitations trop précoces à accomplir des gestes non maitrisés par l'enfant, retardent son développement ou son autonomie. 
Contemporaine de Maria Montessori, Emmi Pikler préconise l'observation et  l'accompagnement des jeunes enfants par la création d'un cadre de vie stimulant et sécurisant, sans que l'adulte interfère dans leurs apprentissages.

## Histoire
Emmi Pikler applique d'abord cette théorie dans son cadre familial pour élever son propre enfant ainsi que dans son cabinet de pédiatrie, puis l'étend à l'institut Lóczy, une pouponnière recueillant des orphelins et des enfants abandonnés, dont elle est devient directrice en 1946. 
Cette théorie, novatrice à ses débuts en 1920, est pour partie largement intégrée dans les pratiques éducatives actuelles en France sous l'impulsion de Françoise Dolto, et continue à faire l'objet de recherches complémentaires.

## Mise en pratique
L'aménagement de l'environnement dans lequel évolue l'enfant devient très important. La sécurisation de la pièce est nécessaire ; il est parfois préconisé de retirer les sièges de la pièce, bien que d'autres expérimentations favorisent la présence de multiples éléments (tables, toboggans, chaises, etc.) de manière à favoriser l'initiative de l'enfant.
Les moments de soins (repas, change, etc.) revêtent également une importance particulière: ce doivent être des moments d'échanges de qualité entre adulte et enfant, afin que ces derniers y puisent la sécurité affective dont ils ont besoin pour se développer librement selon la théorie de l'attachement.
L'adulte (parent, éducateur...) doit veiller à ne pas entraver les expérimentations et mouvements des enfants. Il convient donc, pour Emmi Pikler, de ne pas imposer à l'enfant une position dans laquelle il ne sait pas se placer seul. On veillera par exemple à ne pas asseoir un enfant avec des coussins dans le dos, mais à le poser plutôt allongé tant qu'il ne sait pas s'asseoir seul et se remettre à plat ventre. Cela participe à offrir un cadre sécurisant au développement de l'enfant qui n'est donc pas mis en 'difficulté', ni entravé dans ses mouvements.